# 徐亨
徐亨，OBE（1912年12月6日—2009年2月3日），廣東花縣人，生於廣州，中華民國運動員、海軍少將、企業家、體育人士、政治人物。

## 生平

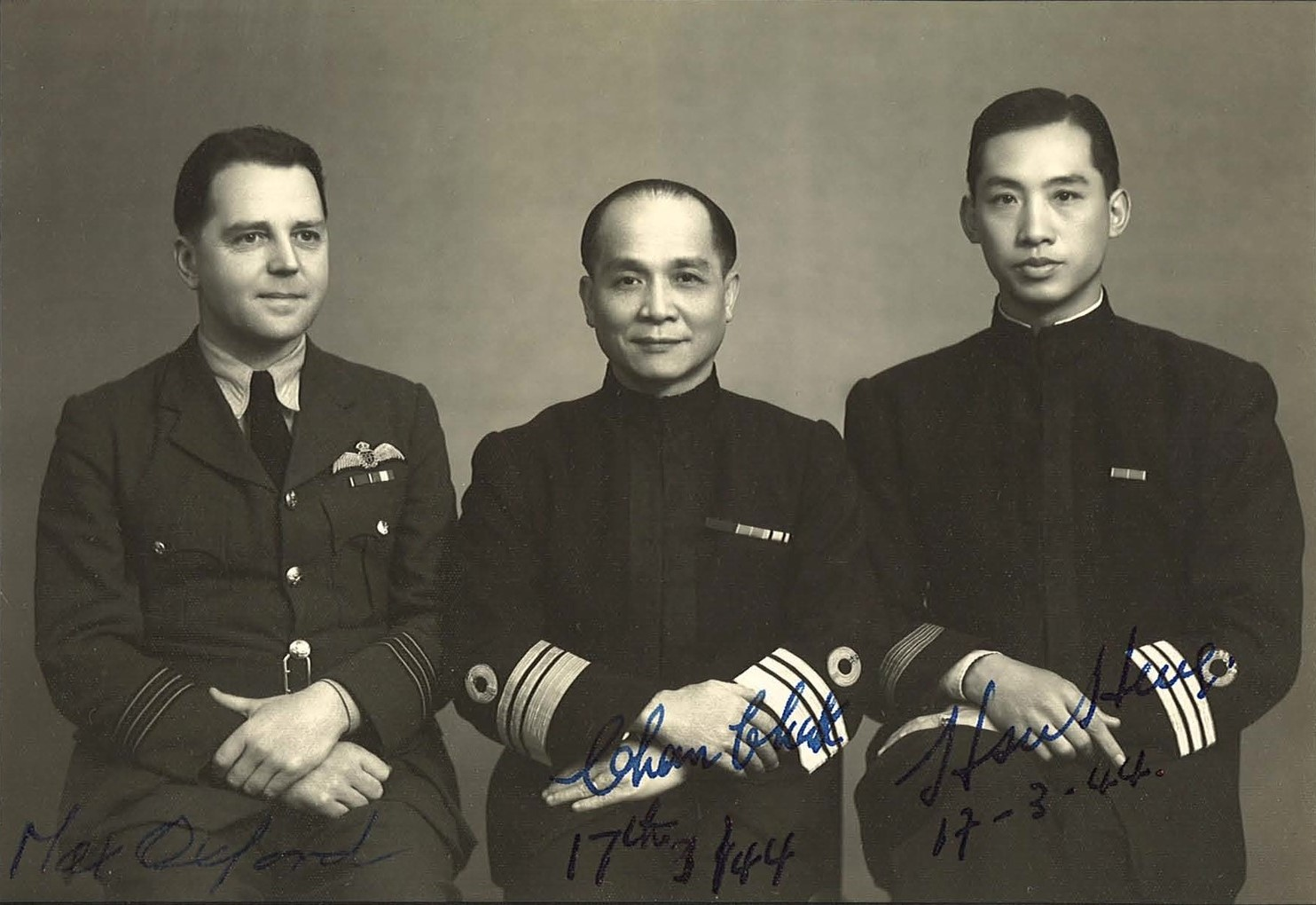
1944年3月，陈策（中）与徐亨（右）在敖福德（左）的欢送午宴中合影

1912年，徐亨生於廣州，1935年畢業於國立暨南大學政治經濟系。
徐亨年輕時為傑出運動員，曾同時擔任足球、排球雙棲國手。1930年參加第九屆遠東運動會，奪得排球冠軍。1934年參加第十屆遠東運動會，獲得足球金牌與排球銀牌。
徐亨於海軍官校畢業後任職海軍；太平洋戰爭爆發之際，於香港任國軍將領陳策副官，協助陳策及英軍突圍，獲英王授OBE勳章。他還曾擔任永寧艦艦長，少將退役後經營事業，頗有成就，還致力於推廣體育，1970年至1988年間，曾擔任國際奧林匹克委員會委員。1973年至1987年間，並以英屬香港選區僑居國外僑民身份被遴選擔任第一屆第一、二、三、四次增額立法委員。

## 軼事
1941年12月日本進攻香港，徐亨協助陳策及英軍突圍，眾人在前往鴨脷洲取用英軍魚雷艇途中被日軍發現，陳策左手手腕亦中彈受傷，被徐亨背負，最終獲救。據指陳策為履行當日被徐亨所救時的承諾，於1943年受洗信奉基督教。